# Protocolo n.º 6 a la Convención Europea de Derechos Humanos
El Protocolo nº 6 a la Convención Europea de Derechos Humanos es un texto internacional anexo a la citada Convención o Convenio, elaborado en el ámbito del Consejo de Europa y abierto a todos los Estados miembros del Consejo que hayan ratificado la Convención. Su finalidad es restringir la aplicación de la pena de muerte. Fue aprobado el 28 de abril de 1983 y entró en vigor el 1 de marzo de 1985, tras su ratificación por los primeros cinco estados. Fue parcialmente modificado por la entrada en vigor del Protocolo n.º 11 a la Convención Europea de Derechos Humanos.

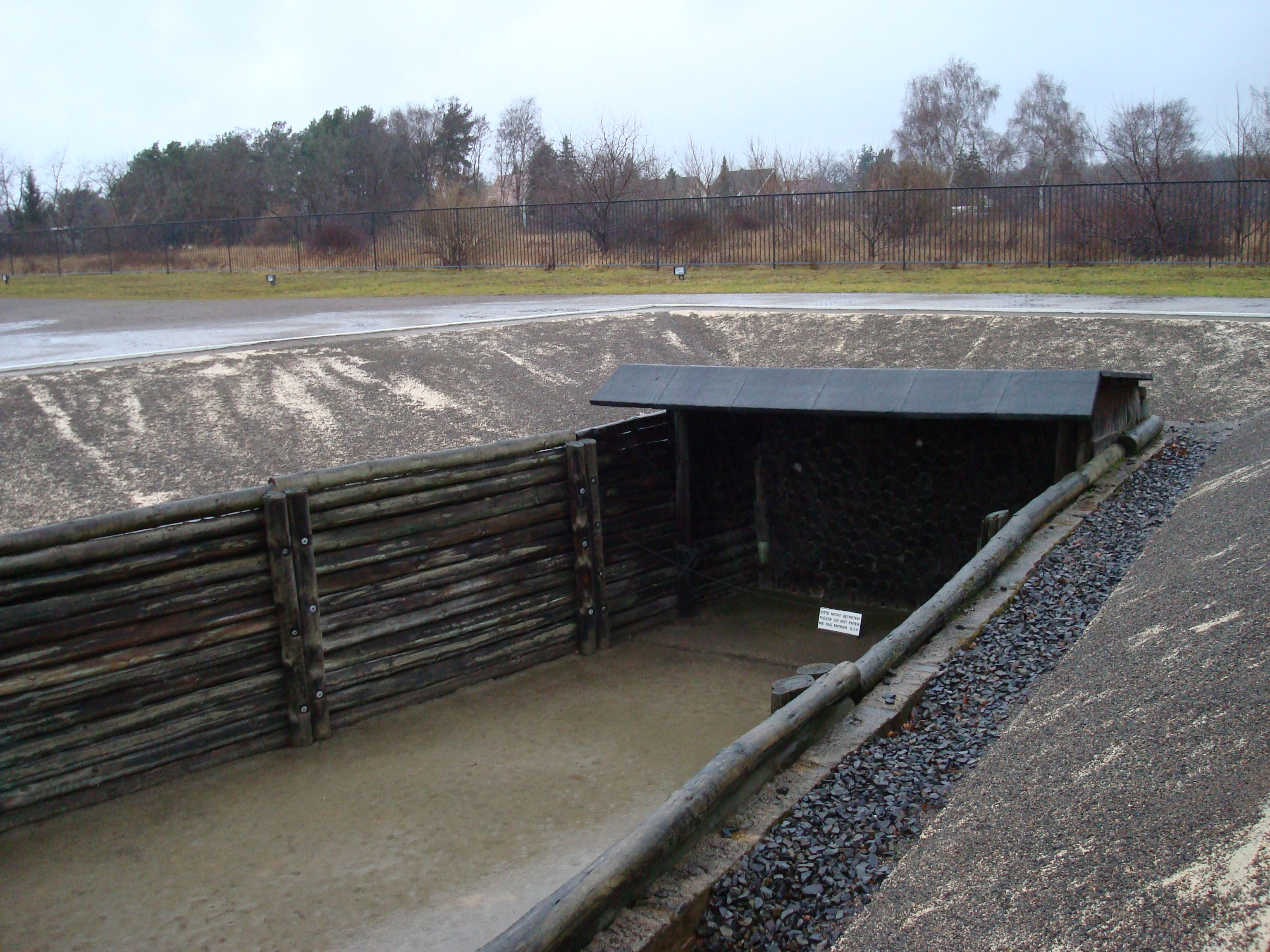
Pasillo para fusilamientos. El Protocolo no prohíbe las ejecuciones en caso de guerra.

## Propósito
El Protocolo n.º 6 es uno de los denominados protocolos adicionales, cuya finalidad es añadir más derechos al listado de los inicialmente proclamados por el Convenio. Por tal motivo, los Estados que han ratificado el Convenio son libres de firmarlo o no. Por esa misma razón, no es necesario que todos los Estados parte en el Convenio ratifiquen el protocolo para que éste entre en vigor. Ello proporciona flexibilidad a los Estados aunque a costa de generar diferencias entre ellos.

## Abolición parcial de la pena de muerte
El Protocolo n.º 6 añade un único derecho a la lista de derechos humanos que recogía la Convención, si bien queda enunciado en varios artículos principales:
- Artículo 1. Abolición de la pena de muerte. Aunque el artículo 2 de la Convención proclamaba el derecho a la vida, establecía la salvedad de la imposición de la pena de muerte dictada por un tribunal cuando tal pena está prevista por la ley. El movimiento contra la pena capital había avanzado considerablemente en Europa en las décadas transcurridas desde entonces y el Protocolo es fruto de ese movimiento.
- Artículo 2. Pena de muerte en tiempo de guerra. Establece una única salvedad al artículo anterior: que la pena capital pueda ser impuesta, en los casos previstos por la ley, en tiempo de guerra o de peligro inminente de guerra. Con ello se pretendía favorecer la ratificación del protocolo por parte de diversos estados que mantenían en sus legislaciones nacionales la pena de muerte solo en alguna de estas situaciones.
- Artículo 3. Prohibición de derogaciones. Prohíbe que los Estados deroguen el artículo acogiéndose al artículo 15 de la Convención.
- Artículo 4. Prohibición de reservas. Prohíbe formular reserva alguna al protocolo acogiéndose al artículo 57 del Convenio.

## Protección
El nuevo derecho goza de la misma protección que la Convención otorga a los derechos originalmente incluidos en ella, pudiendo las personas físicas, las organizaciones no gubernamentales y los grupos de particulares interponer demandas ante el Tribunal Europeo de Derechos Humanos reclamando por la violación de sus derechos. No obstante, no todos los estados parte en la Convención han ratificado el Protocolo n.º 6. España lo firmó el 28 de abril de 1983, y lo ratificó el 14 de enero de 1985. Tras su ratificación por Mónaco en 2004, 46 de los 47 Estados miembros del Consejo de Europa habían ratificado el protocolo.